# あやめ踊り
あやめ踊り（菖蒲踊、あやめおどり）は茨城県潮来地方に伝わる日本の舞踊。潮来あやめ踊りとも。地唄の「潮来音頭」「潮来甚句」をあわせてもこう呼ばれる。

## 解説
明治以前、「東廻り航路」では利根川を利用するために荷船が潮来を経由しており、当地は水上交通の要であった。1649年（慶安2年）には仙台藩の蔵屋敷が置かれ、その後には津軽藩や南部藩の蔵屋敷がおかれるなど、潮来の町は大きく発展した。最盛期には年間400艘もの荷船が出入りしたと伝えられる。
潮来に限らず、河岸や港では男性の労働者が増えると同時に女性の割合が低くなるため、売春業が発展した。当初は船上で身の回りの世話と同時に売春を営む「船女房」と呼ばれる職業が隆盛したが、潮来が水運の基地として発展するにつれ、陸に遊びの要素が持ち込まれた。これらを規制するために水戸藩が条件付きで1681年（天和元年）に遊廓の設置を許可すると、1684年 (貞享元年) 、浜町に遊郭の一部が開業した。以来、浜町地区（潮来市潮来・浜丁）では妓楼や引手茶屋が多く軒を連ねるようになり、その数は50軒を越えた。これらの妓楼には船乗りなど港の労働者だけではなく、鹿島神宮や香取神宮への参詣客なども訪れた。また、近隣の牛堀河岸も｢風待ち港｣として同様に繁栄した。
これら潮来の妓楼では、客への顔みせや座敷踊りとして「あやめ踊り」が踊られた。また、このあやめ踊りの伴奏に唄われたのが「潮来甚句」と「潮来音頭」である。
潮来は18世紀ごろから河岸としての機能を失いはじめたが、観光地として明治中頃まで栄え続けた。明治後期から大正にかけて妓楼の減少がはじまり、潮来の花街は衰退していったが、公娼制度が廃止される直前の昭和の初め頃には「菖蒲楼」「玉楼」「福家楼」の3軒の妓楼があり、それぞれに12,3人の娼妓がいた。これらの娼妓によって威勢よく菖蒲踊が踊られた。松川二郎による『民謡をたづねて』では当時のあやめ踊りについて次のように記されている。
公娼制度廃止ののちにはこれらの唄や踊りは芸妓によって伝えられるようになったが、「あやめ踊り」はより洗練されたものに形をかえた。潮来の花街は日本の高度経済成長期には一時的に回復するも再び衰退し、昭和50年代後半には芸妓は数名にまで減り、平成には潮来から芸者置屋が消えた。
21世紀の現在ではあやめ踊りは芸を受け継いだ女性団体によって、潮来市で例年行われる「水郷潮来あやめまつり」のイベント「あやめ踊り披露」で伝統芸能として踊られる。また、2016年にはNeoBalladのアルバム『04～寿～（ZeroYon～Kotobuki～』に「潮来あやめ踊り」としてカバー・収録された。

## 潮来音頭
潮来音頭（いたこおんど）は潮来地方に伝わる日本の民謡であり座敷唄。「あやめ踊り」の地唄の一つ。囃子言葉に「ションガイ」と唄われるため、鹿島や下総近辺など利根川各地で唄われた「ションガエ」との囃子言葉を持つ盆踊り唄「浄観節」が変化したものと推定される。「ションガイ節」とも呼ばれる。江戸時代に各地で流行した「潮来節」からは詞の移入はあるものの、直接の関係はない。

### 歌詞
上記の歌詞は一例であり、他の節も伝えられている。詞形は七七七五調。上の句は音頭によって唄われ、下の句の返しが別の唱和者によって唄われる。「揃うた揃うたよ～」は相馬盆唄と相似している。潮来に存在する「潮来あやめ」の歌碑には「潮来出島のまこもの中にあやめ咲くとはしおらしや」と刻まれており、この句は水戸黄門・徳川光圀が詠んだものと伝えられているが、恐らくは「潮来出島の～」の節は1822年（文政5年）の『浮れ草』「潮来節」にある「いたこ出島の真菰の中に、あやめ咲とはつゆ知らず、しょんがへ」からのもので、この節は他の多くの民謡にも歌われている。「あやめ踊り」として音頭に続いて「潮来甚句」が唄われる場合には、最後に「さらばこれよりションガイ節やめて次の甚句に移りましょションガイー」のように唄われ潮来甚句へと変わり、返しは唄われない。

## 潮来甚句
潮来甚句（いたこじんく）は潮来地方に伝わる日本の民謡であり座敷唄。「あやめ踊り」の地唄の一つ。塩釜甚句が伊達藩の米積出しの廻船と共に南下し、潮来に伝えわったのちに変化したものであると推定される。「潮来音頭」に比べてややテンポが速く、「潮来出島の……」などの共通の詞をもつ。七七七五調の後に唄われる「後囃子」が特徴の一つである。

### 歌詞
上記の歌詞は一例であり、他の節も伝えられている。詞形は七七七五調。後囃子中の「津の宮前」とは現在は香取市に編入されている旧・津宮村近辺を指す。「鹿島香取に神あるならば～」の節は1822年（文政5年）の『浮れ草』「潮来節」にある「さまよ鹿島に神あるならば 助け給えや要石 しょんがへ」からのもので、潮来音頭と共通している。「恋に焦がれて鳴く蝉よりも～」は類似の詞をもつ民謡・歌が多くあり、元禄や正徳・延享の頃の流行歌にも唄われた。